# North American BT-9
Die North American BT-9 war ein zweisitziges Schulflugzeug des Herstellers North American Aviation aus den 1930er-Jahren.

## Geschichte

### US Army Air Corps und US Army Air Forces

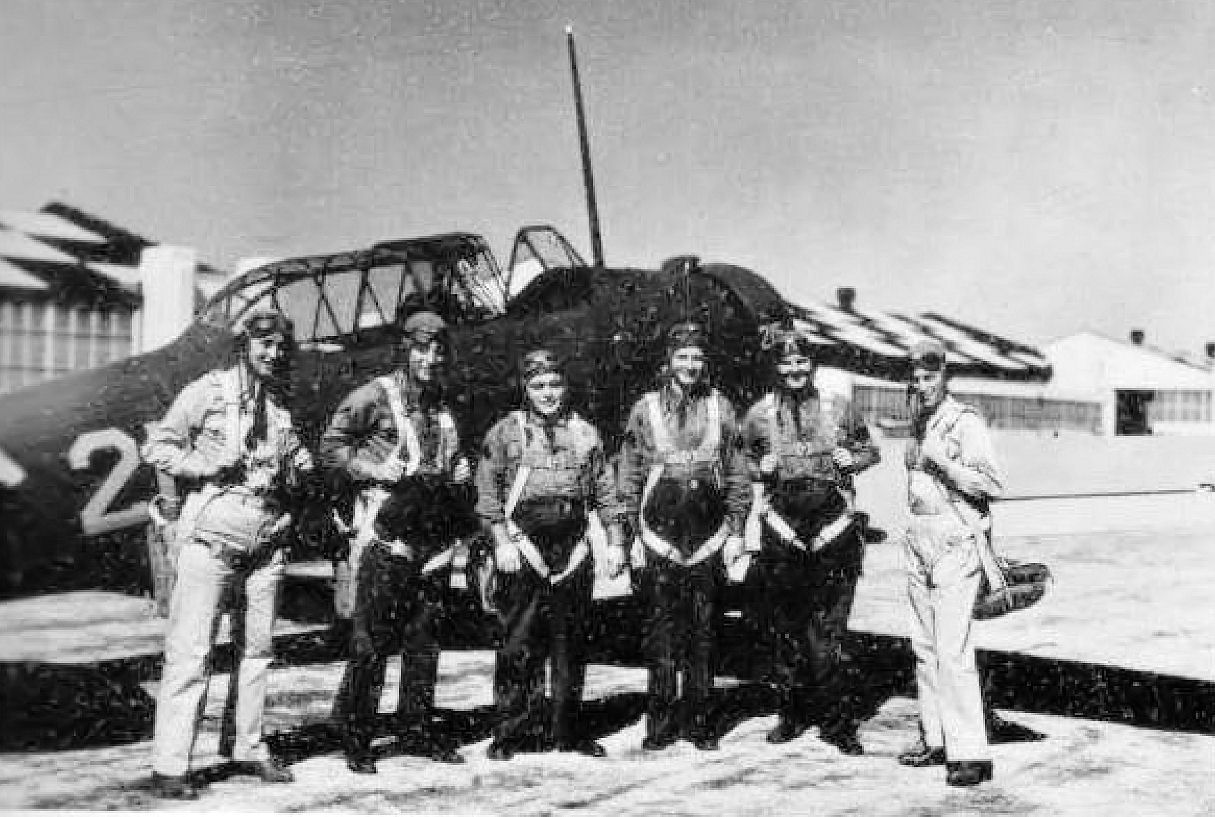
BT-9

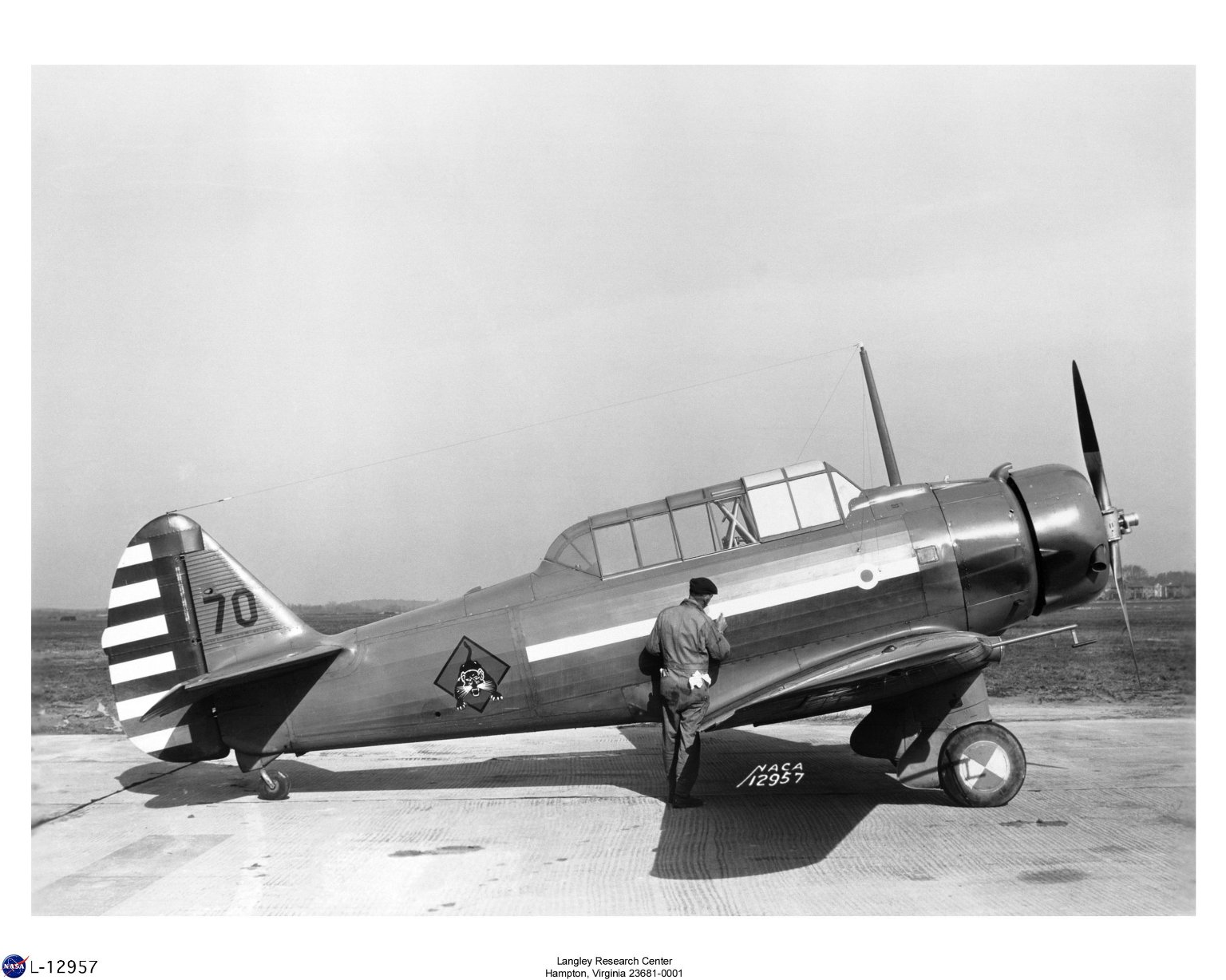
BT-9A

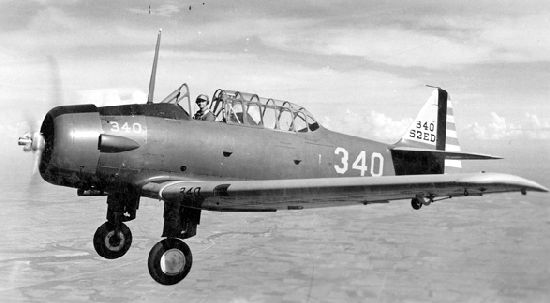
BT-14

Ausgangspunkt der Entwicklung war das experimentelle Eindecker-Schulflugzeug North American NA-16 von 1935, aus dem eine ganze Familie von Militärflugzeugen abgeleitet wurde. Die NA-16 hatte 1935 im Wettbewerb um einen Grundlagentrainer gegen die Seversky BT-8 verloren. North American verbesserte danach die NA-16 zur NA-18 mit einem geschlossenen Cockpit und Fahrwerksverkleidungen und bot sie dem USAAC zur erneuten Begutachtung an. Nachdem sich die BT-8 im Schulungseinsatz nicht sonderlich bewährte, erteilte das USAAC Anfang 1936 den Auftrag zum Bau von 42 Flugzeugen mit gegenüber der ersten Ausschreibung modifizierten Leistungsanforderungen.
Die erste Maschine flog im April 1936 unter der Bezeichnung BT-9. Die BT-9 behielt den R-975-Sternmotor der NA-18, unterschied sich aber durch eine höhere Cockpitverglasung, einen Verstellpropeller und einen zusätzlichen Überrollkäfig. Ende der 1930er Jahre wuchsen die Schulungseinheiten des USAAC deutlich an und North American erhielt noch 1937 weitere Aufträge zum Bau von 40 bewaffneten BT-9A zur Bordschützenschulung. Die Bewaffnung bestand aus einem fest im Bug eingebauten 7,62-mm-Maschinengewehr mit Kamera und einem schwenkbaren Maschinengewehr gleichen Kalibers im Heck. Die 117 BT-9B, die 1937 und 1938 geliefert wurden, entsprachen der unbewaffneten BT-9, hatten aber ein verstärktes Tragflächenmittelteil. Die BT-9C war ein auf der BT-9B aufbauender Waffentrainer, von dem 67 Stück 1938 den Reserveeinheiten zugeteilt wurden. 1939 wurde eine BT-9B, die mit den äußeren Tragflächenteilen und dem Seitenruder der ab 1937 parallel entwickelten BC-1A ausgestattet worden war, als BT-9D erprobt. Wahrscheinlich diente die Maschine als Prototyp für die nachfolgende BT-14.
Nach dem 1940 beschlossenen Air Corps Expansion Plan erhielt North American einen weiteren Auftrag zum Bau von 251 BT-14, einer verbesserten Variante der BT-9. Die Lieferungen waren 1941 abgeschlossen. Die BT-14 hatte einige in Ganzmetallbauweise ausgeführten Baugruppen der BC-1A/AT-6, so wurde deren Rumpf, Tragflächenbaugruppen und das Leitwerk verwendet. Als Triebwerk kam der 450 PS leistende R-985-25-Sternmotor zum Einsatz. Von den 251 Maschinen erhielten 27 Exemplare einen R-985-11-Motor mit lediglich 400 PS, die danach als BT-14A bezeichnet wurden.

### US Navy

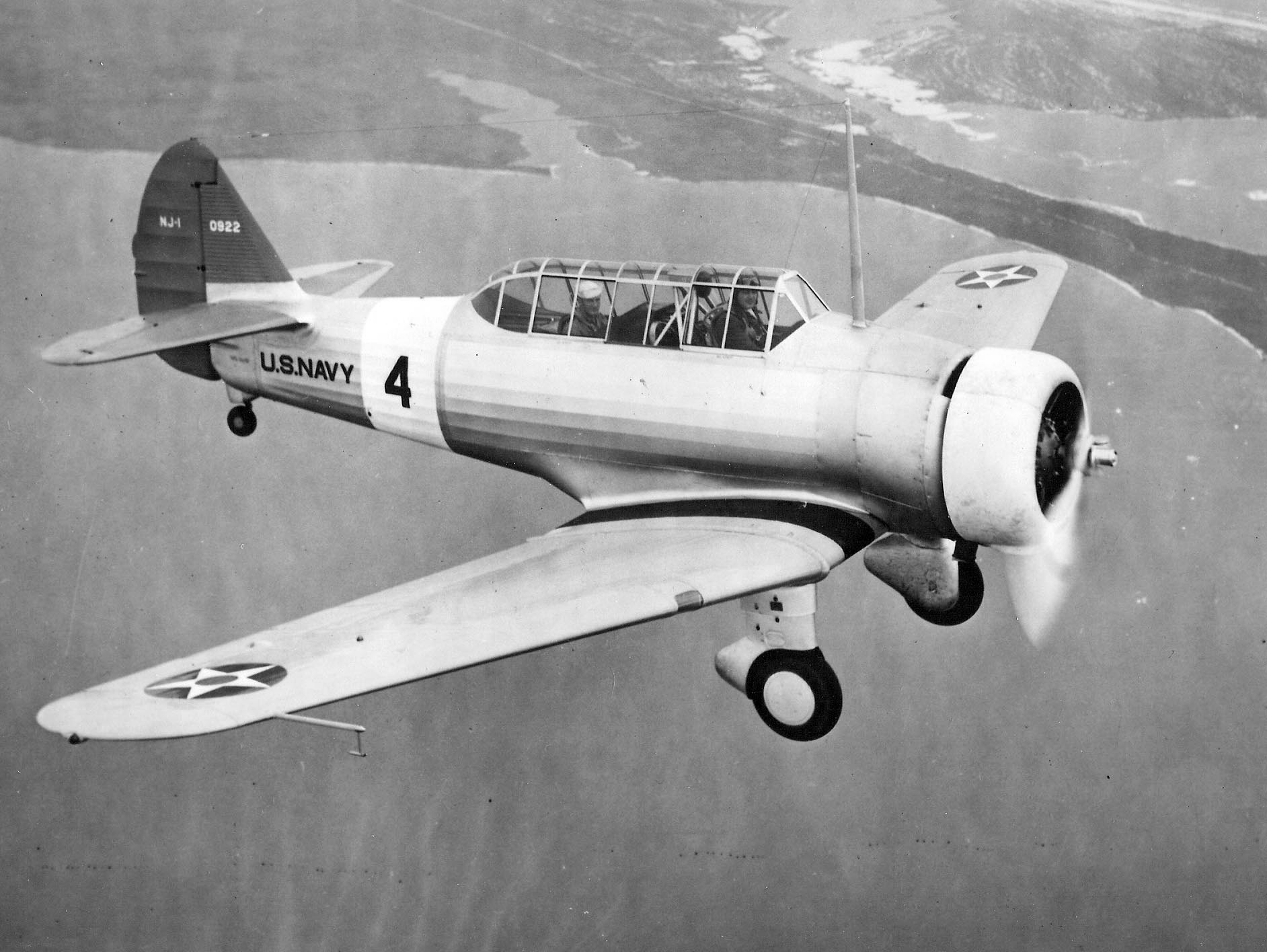
NJ-1

Vom Bureau of Aeronautics der US Navy erhielt North American Ende 1936 den Auftrag zum Bau von 40 NJ-1, die sich von der BT-9 durch den Einbau eines stärkeren R-1340-Motors mit 500 PS unterschieden. „N“ stand dabei für Schulflugzeug und der Buchstabe „J“ für den Hersteller. Die ersten 39 Maschinen des Bauloses wurden der NAS Pensacola zugeteilt, während das letzte Exemplar versuchsweise mit einem 12-Zylinder-V-Motor Ranger V-770-4 ausgerüstet wurde.

### Einsatz in der französischen und kanadischen Luftwaffe
Von der französischen Armée de l’Air wurden in den Jahren 1939 und 1940 Varianten mit den Chargennummern NA-57 (entsprach der BT-9B) und NA-64 bestellt. Die NA-64 war eine Weiterentwicklung der NA-57 und erhielt einige Verbesserungen der BT-14. Insgesamt wurden bis zum Waffenstillstand 230 NA-57 (davon 30 für die Aéronavale) und 111 NA-64 an die Armée de l’Air geliefert. Von der französischen Luftwaffe erhielten die NA-64 die Bezeichnung NAA 64.P2, wobei der Zusatz P2 darauf hinwies, dass es sich um ein zweisitziges Fortgeschrittenenschulflugzeug handelt (perfectionnement biplace). Zwar waren auch von der NA-64 230 Exemplare bestellt worden, doch nach der Kapitulation Frankreichs erhielt Kanada die restlichen 119, wo sie als North American Yale I geführt wurden.

### Einsatz bei der Luftwaffe der Wehrmacht
Nach dem kapitulationsähnlichen Waffenstillstand vom 22. Juni 1940 beschlagnahmte die Luftwaffe die vorgefundenen 8 NA-57 und 93 NA-64, die bis Mitte 1941 an Flugschulen der Luftwaffe überstellt wurden. Beim Einmarsch in die bis dahin unbesetzte Zone in Südfrankreich am 11. November 1942 wurden noch einmal 50 NA-57 erbeutet. Insgesamt flog die Luftwaffe über 200 ehemalige französische Schulflugzeuge. Diese wurden von der Luftwaffe vorwiegend an den Jagdfliegerschulen und Stuka-Vorschulen verwendet, weniger an anderen Waffenschulen oder bei der Anfängerschulung. Am 31. Januar 1944 waren noch 44 NA-57 und 43 NA-64 im Bestand der Luftwaffe. Es ist anzunehmen, dass ein Teil der Flugzeuge Ersatzteilspender wurde, um den Bestand flugfähig zu halten. 1944 gehörten die Flugzeuge zu den meistgeflogenen Typen – nach Flugstunden je Flugzeug gerechnet – in der Luftwaffe.

## Varianten
BT-9(Chargennummer NA-19) 400-PS-Motor R-975-7, 42 gebaut
BT-9A(NA-19A), wie BT-9, aber mit zwei 0,3-in-MG (Bug und Rumpfrücken) und Schießkamera, 40 gebaut
BT-9B(NA-23), geringe Änderungen zur BT-9, 117 gebaut
BT-9C(NA-29), wie BT-9B, ausgerüstet für den Einsatz bei Organized Reserve Units, 67 gebaut
BT-9D(NA-26), einzelne BT-9B, die mit dem Flugwerk der North American BC-1A ausgestattet wurde
NJ-1(NA-28), US-Navy-Version der BT-9, 500-PS-Motor R-1340-6, 40 gebaut, eine wurde vorübergehend mit einem XV-770-4 als NJ-2 umgerüstet
BT-10eine BT-9C wurde 1938 mit einem 600-PS-Motor R-1340-41 ausgestattet, die anfängliche Bezeichnung war Y1BT-10
BT-14(NA-58), Weiterentwicklung der BT-9B mit Tragflächen größerer Tiefe, eckigen Tragflächenenden, umkonstruierte Ruderflächen, metallbeplankter Rumpf, 450-PS-Motor R-985-25, 251 gebaut
BT-14A27 mit einem 400-PS-Motor R-985-11 umgerüstete BT-14

## Technische Daten
| Kenngröße             | Daten |
| --------------------- | --- |
| Besatzung             | 2 |
| Länge                 | 8,54 m |
| Spannweite            | 12,81 m |
| Leermasse             | 1504 kg |
| Max. Startmasse       | 2029 kg |
| Antrieb               | 1 × 9-Zylinder-Sternmotor Wright R-975-7 mit 400 PS NJ-1: 1 × 9-Zylinder-Sternmotor Pratt & Whitney R-1340 mit 500 PS |
| Reisegeschwindigkeit  | 275 km/h |
| Marschgeschwindigkeit | 235 km/h |
| Gipfelhöhe            | 6000 m |
| Reichweite            | 1400 km |
| Bewaffnung (BT-9A/C)  | ein festes und ein bewegliches 7,62-mm-MG                                                                             |
| Preis                 | 20.000 US-Dollar |

## Zwischenfälle
Insgesamt gab es mit diesem Flugzeugtyp mindestens 80 Unfälle.